# Проданий сміх (фільм)
«Проданий сміх» (рос. «Проданный смех») — білоруський радянський двосерійний музичний художній фільм за мотивами повісті-казки Д. Крюса «Тім Талер, або Проданий сміх», знятий за сценарієм Інни Вєткіної.

## Сюжет
У фільмі розповідається дивовижна історія про хлопчика-сироту Тіма Талера, що проміняв свій безцінний дар, безтурботний сміх, на здатність вигравати будь-яке парі. Ця фантастична угода була укладена з бароном Трочем, а вірніше, самим чортом (ім'я барона правильніше читати навпаки). Дуже скоро Тім розуміє, що втративши сміх, він втратив здатність протистояти негараздам і незважаючи на незліченні багатства, які він може отримати, виграючи будь-яке парі, не може відчувати себе щасливим. Дізнавшись на гіркому досвіді, що вміння бути щасливим — набагато цінніший дар, ніж всі багатства світу, він вирішує в що б те не стало повернути свій сміх і в цьому йому допомагають його вірні друзі. Їм вдається знайти рішення, уклавши всього лише одне парі.

## У ролях
- Олександр Продан — Тім Талер
- Павло Кадочников — барон Троч
- Женя Григор'єва — Габі, старша дочка фрау Бебер
- Настя Нечаєва — Іда, молодша дочка фрау Бебер
- Наталія Гундарєва — пані Бебер, господиня булочної
- Катерина Васильєва — мачуха Тіма
- Вадим Бєлєвцев — Ервін, син мачухи Тіма
- Олександр Галевскій — стерничий Джонні
- Юрій Катін-Ярцев — пан Рикерт
- Надія Румянцева — Емма Рикерт
- Гасан Мамедов — Крешимир
- Ігор Дмитрієв — намагнічений
- Борислав Брондуков — фотограф
- Ролан Биков — людина з почту барона Троча
- Федір Нікітін — вчитель
- Діма Йосипів — хлопчик-коридорний
- Леонід Бакштаєв — батько Тіма
- Іван Мацкевич — другий діловий партнер барона Трьоча
- Еммануїл Геллер — діловий партнер Треч

## Знімальна група
- Автор сценарію: Інна Вєткін
- Режисер-постановник: Леонід Нечаєв
- Композитор: Максим Дунаєвський
- Текст пісень: Леонід Дербеньов
- Оператор-постановник: Володимир Калашников
- Художник-постановник: Алім Матвійчук
- Художник по костюмах: Н. Гурло
- Художник-гример: Н. Нємов
- Художник-декоратор: І. Окуліч
- Звукооператор: Семен Шухман
- Монтаж: Віра Коляденко
- Режисери: А. Календа, В. Поздняков
- Оператори: Л. Лейбман, С. Туаев
- Директор картини: Ф. Нечаєв

## Технічні дані
- Колір: Кольоровий
- Мова: Російська
- Звук: Моно